# Streets of Gold
Streets of Gold  (em português: Ruas de Ouro) é o terceiro álbum de estúdio da dupla 3OH!3. Esse é o segundo álbum a ser produzido por Matt Squire e lançado pela Photo Finish. o álbum foi lançado no dia 29 de junho de 2010.

## Singles
O primeiro single, "My First Kiss" foi lançado no site oficial da banda no dia 3 de maio de 2010. No dia seguinte ocorreu o lançamento digital.
O segundo single, "Double Vision" foi lançado no site oficial da banda no dia 13 de setembro de 2010.
O terceiro single, "Touchin' On My" foi lançado no site oficial da banda no dia 20 de janeiro de 2011.
O Quarto single, está sendo previsto para ser "R.I.P." com possível lançamento para maio de 2011.

## Charts (Singles)
| Singles        | Peak Position (Billboard Hot 100) |
| -------------- | --------------------------------- |
| My First Kiss  | 22                                |
| Double Vision  | 29                                |
| Touchin' On My | 14                                |

## Charts (Singles Promocionais)
| Singles Promocionais | Peak Position (Billboard Hot 100) |
| -------------------- | --------------------------------- |
| House Party          | 51                                |
| Hit It Again         | 47                                |
| Déjà Vu              | 23                                |

## Charts (Outras Canções)
| Outras Canções    | Peak Position (Billboard Hot 100) |
| ----------------- | --------------------------------- |
| R.I.P.            | 38                                |
| I Know How to Say | 91                                |
| Streets of Gold   | 29                                |
| We Are Young      | 48                                |
| Love 2012         | 36                                |

## Promoção
3OH!3 lançou um vídeo para a música "House Party" em 8 de abril, como um teaser de Streets of Gold. O grupo contratou Andrew W.K. para fazer um remix da canção, que foi lançado em uma quinta-feira, 16 de abril, como um viral. 3OH!3 conheceu Andrew W.K. em uma festa em Memphis, Tennessee.
Em 18 de maio de 2010 a música "Touchin' On My" foi lançada exclusivamente no iTunes.
O grupo planeja lançar uma nova música a cada terça-feira, até o lançamento do novo álbum. "Déjà Vu" será lançado em 1 de junho e "Double Vision" no dia 15 do mesmo mês.

## Alinhamento de faixas
As novas músicas já foram postadas no site oficial.
| N.º | Título                      | Duração |  |
| 1.  | "Beaumont"                  | 1:08    |  |
| 2.  | "I Can Do Anything"         | 3:17    |  |
| 3.  | "My First Kiss (com Ke$ha)" | 3:11    |  |
| 4.  | "Déjà Vu"                   | 3:04    |  |
| 5.  | "We Are Young"              | 3:18    |  |
| 6.  | "Touchin' on My"            | 3:02    |  |
| 7.  | "House Party"               | 3:06    |  |
| 8.  | "R.I.P."                    | 3:44    |  |
| 9.  | "I Know How to Say"         | 3:13    |  |
| 10. | "Double Vision"             | 3:12    |  |
| 11. | "I'm Not the One"           | 4:17    |  |
| 12. | "Streets of Gold"           | 3:13    |  |
| 13. | "See You Go"                | 2:47    |  |
| 14. | "Love 2012"                 | 3:57    |  |

| Edições australiana, japonesa, polonesa e britânica |                               |         |  |
| N.º                                                 | Título                        | Duração |  |
| 15.                                                 | "Don't Trust Me"              | 3:14    |  |
| 16.                                                 | "Starstrukk" (com Katy Perry) | 3:23    |  |